# Nghi Lễ Latin

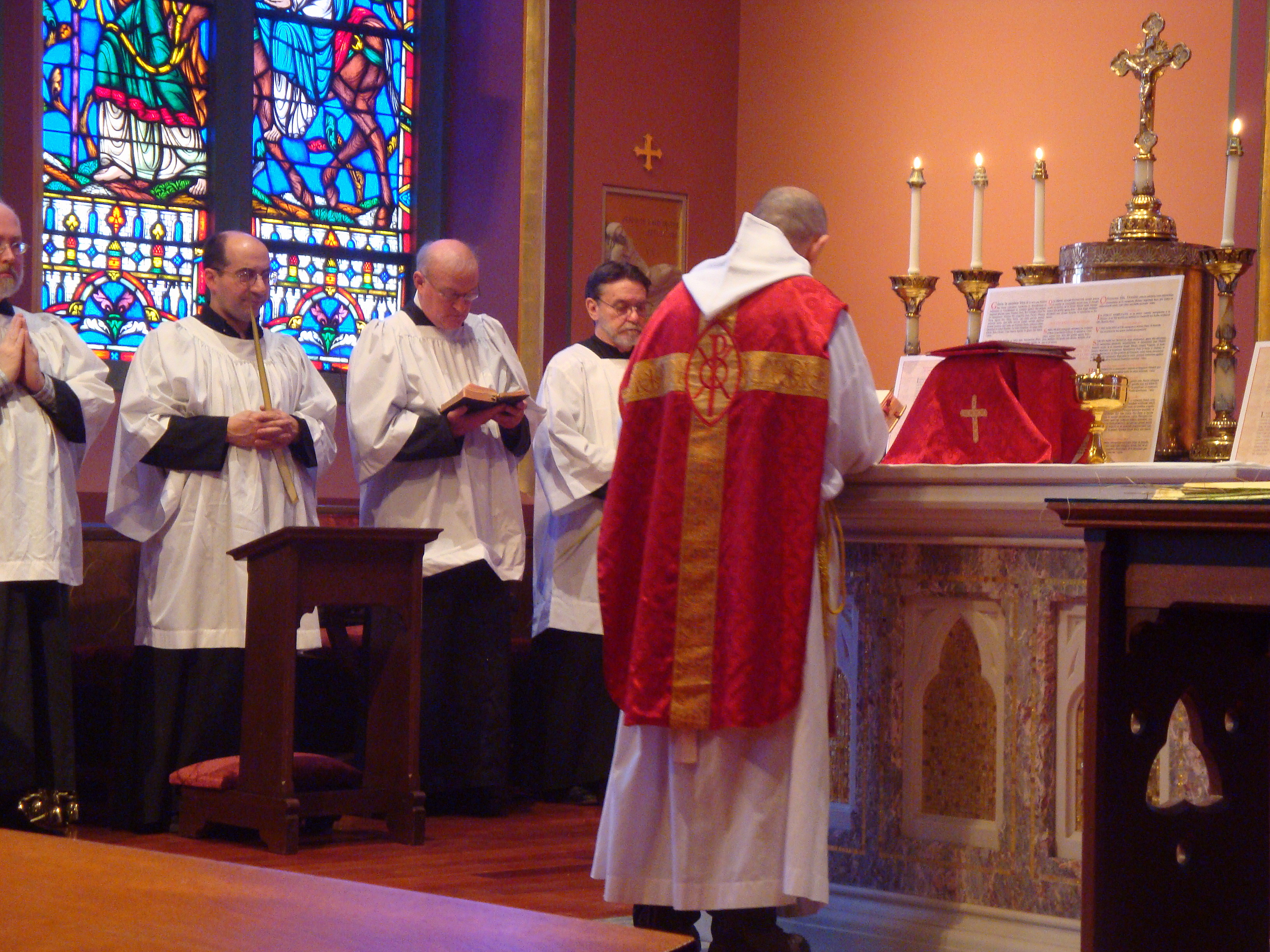
Thánh Lễ được diễn ra bằng tiếng Latin trong một Nguyện Đường của Nhà Thờ chính tòa Thánh Giá, Boston. Đó là một nghi lễ mới vì nó sử dụng màu phụng vụ màu đỏ bởi vì ngày đó là Chúa Nhật Lễ Lá

Thuật ngữ Thánh Lễ Latin đề cập đến việc phụng vụ của Thánh Lễ. Thánh Lễ này được cử hành bằng tiếng Latinh.

## Thánh Lễ Tridentine trong Tiếng Latin
Thuật ngữ "Thánh Lễ Latin" thường được sử dụng chỉ Thánh Lễ Truyền Thống, nghĩa là Phụng vụ của Thánh Lễ Rôma được cử hành bằng tiếng Latinh cho tới ấn bản Sách Lễ cuối cùng là năm 1962. Năm 2020, với Sắc Lệnh Quo Magis, Tòa Thánh có một số lưu ý thêm về các Kinh Tiền Tụng.
Ở hầu hết các quốc gia, Thánh lễ Tridentine chỉ được cử hành bằng tiếng Latin. Tuy nhiên, có những trường hợp ngoại lệ. Vào đầu thế kỷ XVII, các tu sĩ truyền giáo Dòng Tên đã được Đức Giáo hoàng Paul V cho phép cử hành Thánh lễ Công giáo bằng tiếng Trung, một phần trong nỗ lực thích ứng với các quy tắc và điều kiện văn hóa ở Trung Quốc. Ở Dalmatia và một phần của Istria, phụng vụ đã được cử hành tại Giáo hội Slav, và việc cho phép sử dụng ngôn ngữ này đã được mở rộng đến một số vùng Slav khác trong khoảng thời gian từ 1886 đến 1935. Ở đó, "Thánh lễ Tridentine" không đồng nghĩa với "Thánh lễ Latinh".